# Mart Ojavee
Mart Ojavee (Tallinn, 9 de novembre de 1981) va ser un ciclista estonià, professional des del 2004 fins al 2013. Del seu palmarès destaca el campionat nacional en ruta de 2011.

## Palmarès
- 2007
  - Vencedor de 2 etapes a la FBD Insurance Rás
  - Vencedor d'una etapa a la Volta a Bulgària
- 2008
  - 1r al Gran Premi de Tallinn-Tartu
  - Vencedor d'una etapa als Cinc anells de Moscou
  - Vencedor d'una etapa al Way to Pekin
- 2009
  - 1r al Gran Premi de Donetsk
- 2011
  -  Campió d'Estònia en ruta